# 中山依里子
中山 依里子（なかやま えりこ、1971年9月4日 - ）は、日本の女性声優。アクセント所属。埼玉県出身。

## 人物
第1回アクセントナレーションコンテスト出身。特技はイラスト画。

## 出演
太字はメインキャラクター。

### テレビアニメ
- ハーメルンのバイオリン弾き（1996年、ダンス）
- クラッシュギアNitro（2003年、真羽勝）
- PEACE MAKER 鐵（2003年、子供）
- ミッドナイトホラースクール（2003年、ピラニン、ロッソ）
- ブラック・ジャック（2004年、久男）
- 出ましたっ!パワパフガールズZ（2006年、おもちゃの少年）
- 名探偵コナン（2006年、生徒）
- 獣神演武 HERO TALES（2007年、幼い鳳星）
- スティッチ!（2009年、ダマッチ）
- みつばちマーヤ（2012年、ウイリー）

### ゲーム
- Find Love 2 〜Rhapsody〜（1998年）
- UNiSON（2000年、チリ）
- バテン・カイトス 終わらない翼と失われた海（2003年、ミズチ）
- 聖剣伝説4（2006年、ウンディーネ）
- ロックマンゼクス アドベント（2007年、ウーゴイル）
- IslandDays（2014年、加藤可憐[5]）

### ドラマCD
- 舞台 七瀬恋（2006年）

### 吹き替え

#### 映画
- オールザット（リサ）
- サーティーン あの頃欲しかった愛のこと
- ネイチャークエスト（セバーン）

#### ドラマ
- パワーレンジャー・ロスト・ギャラクシー（女の子2）

#### アニメ
- バーバリアン・デイブ（ファング）
- ラグラッツ・ザ・ティーンズ（フィル）

### テレビ番組ナレーション
- NNNきょうの出来事
- テレビ番組『児童センターへ行こう』（ケーブルテレビ品川）

### CMナレーション
- アイデス「ディーバイク・ダックス」
- アガツマ「それいけ!アンパンマン はじめてデジカメ にこにこ写真館」
- 出光興産
- トヨタ自動車「スパシオ」
- DCI「ドッグフード」犬

### その他コンテンツ
- Auウォレット 猫の日に猫島で猫100匹に聞きました
- 三菱みなとみらい技術館（テクノくん）